# Pronunciamiento (ort i Argentina)
Pronunciamiento är en ort i Argentina.   Den ligger i provinsen Entre Ríos, i den centrala delen av landet, 250 km norr om huvudstaden Buenos Aires. Pronunciamiento ligger 47 meter över havet och antalet invånare är 1 301.
Terrängen runt Pronunciamiento är mycket platt. Trakten är glest befolkad. Närmaste större samhälle är Caseros, 13,7 km söder om Pronunciamiento.